# Bernhard Graf Matuschka
Bernhard Maria Joseph Benno Hyacint Graf Matuschka (31. Mai 1886 in Arnsdorf – 16. Juni 1966 in Grafing bei München) stammte aus einem alten, ursprünglich böhmisch-mährischen Adelsgeschlecht. Er war Kavallerieoffizier, dann „Pflanzer“ in der Kolonie Deutsch-Ostafrika, Offizier bei der Schutztruppe für Deutsch-Ostafrika, Wünschelrutengänger, Okkultist und Schriftsteller.

## Leben

### Elternhaus
Bernhard Maria Joseph Benno Hyacint Graf Matuschka wurde am 31. Mai 1886 in Arnsdorf (jetzt polnisch Miłków) im Riesengebirge geboren. Seine Eltern waren Bernhard Graf von Matuschka, Freiherr von Toppolezan und Spaetgen (1857–1895) und dessen zweite Ehefrau Brunislawa Gräfin Strachwitz von Groß Zauche und Camminetz (1863–1922), Tochter der Luise Gräfin Strachwitz und des Hyacinth Graf Strachwitz. Der Vater war Gutsherr auf Arnsdorf in Schlesien und Ehrenritter des Souv. Malteser-Orden.  

### Offizier und Pflanzer
Bernhard wurde Kavallerist („Husarenleutnant“). Angeregt durch einen Bekannten, der eine Plantage in Deutsch-Ostafrika besaß, zog er 1908 ebenfalls dorthin und wurde dort „Pflanzer“ (also kolonialer Landwirt), zuerst als Volontär, dann als Pächter eines Gutes von beträchtlicher Größe. Dort wurden hauptsächlich Kautschukbäume und Sisal angebaut.
Matuschka lernte einen „alten Afrikaner“ kennen, der sich aus Europa eine Wünschelrute hatte kommen lassen, mit der er aber nichts bewirken konnte. Matuschka jedoch hatte Erfolg mit dieser Wünschelrute: Er hatte offenbar die Gabe, damit umzugehen. Er gewann eine Ruf als Rutengänger, so dass die Schwarzen ihm den Beinamen „Mungu ja Madji“ (der Wassergott) gaben.
Während des Ersten Weltkriegs wurde Matuschka Offizier in der „Schutztruppe“ für Deutsch-Ostafrika. Er wurde auch zur Wasserversorgung der Truppe herangezogen, unter anderem in Taveta. Dazu schrieb er selbst:

„Taveta war ein sehr guter strategischer Punkt und hatte nur den einen großen Nachteil, daß kein Wasser da war … jedenfalls für die dort lagernden Kompanien“. ... „Ich erinnerte mich meiner Rutentätigkeit; fand Wasser; eine ungefähre Tiefe von 11 m gab die Rute an. Tatsächlich wurde in 11,75 m Tiefe eine Wasserader gefunden. Sonst hätte man die sehr gute Stellung in Taveta aufgeben müssen.“ … „Später vom Stabe aus, habe ich noch an 3 Stellen in dieser vordersten Front nach Wasser gefahndet, aber bei zwei Stellen leider wegen des Eruptivgesteins keinen Erfolg gehabt.“

Paul von Lettow-Vorbeck, der Kommandeur der Schutztruppe für Deutsch-Ostafrika, schrieb dazu in seinen Erinnerungen:

„Ein zur Truppe eingezogener Pflanzer, Leutnant d. R. Graf Matuschka, hatte als Kundiger mit der Wünschelrute bei Taveta in der Erschließung vortrefflicher Brunnen Erfolge gehabt, aber am [Militär-Stützpunkt] Oldorobo wurde kein Wasser erschlossen, obgleich an den von ihm bezeichneten Stellen über 30 m tief gegraben wurde.“

Matuschka fuhr fort:

„Nachdem ich Taveta mit Wasser versorgt hatte, wurde ich eines Tages nach Moschi befohlen, um beim Stabe [Lettow-Vorbecks] teils als Wassersucher, teils durch andere Arbeiten tätig zu sein. … Lettows Ziel war, Deutschland zu entlasten und möglichst viele Truppen von dem europäischen Kriegsschauplatz abzuziehen.“

Später (nach der Zeit bei Lettows Stab) wurde Matuschka als Kompanieführer in die Massaisteppe kommandiert, wo er wieder Anlass hatte, die Rutentätigkeit aufzunehmen. Im Jahr 1916 erkrankte er und musste ein Lazarett aufsuchen, das von englischen Truppen eingenommen wurde; dadurch war er für den Rest des Krieges Gefangener (längere Zeit in Malta).

### Autor
In seinem Buch rühmte Matuschka die Treue der schwarzen Landarbeiter, „Boys“ und Askaris.

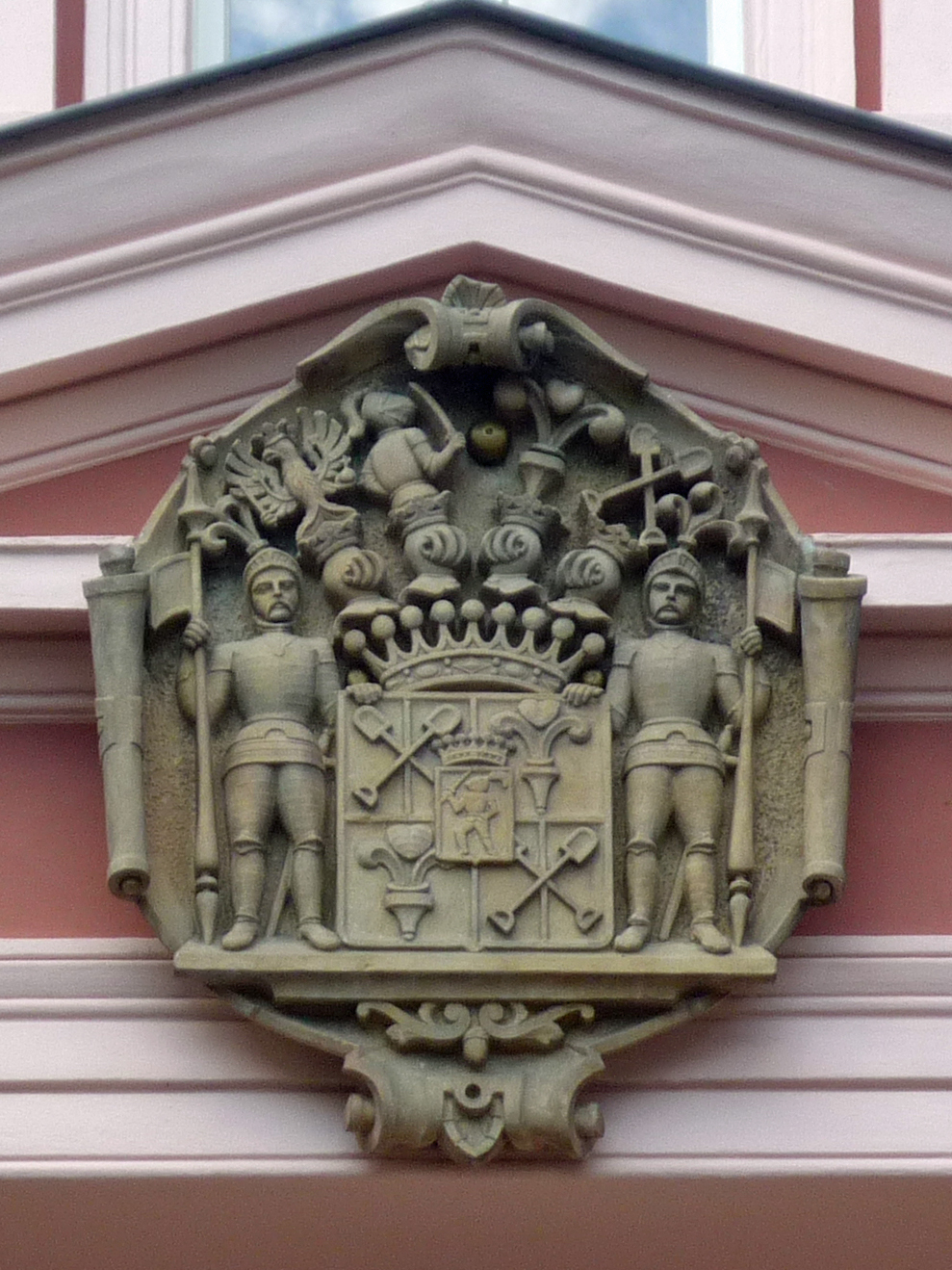
Matuschka-Wappen Schloss Arnsdorf. Wohnsitz in den 1940er Jahren.

Nach dem Ersten Weltkrieg versuchte Matuschka, den „kolonialen Gedanken“ durch Vorträge, besonders für die Jugend, aufrechtzuerhalten und neu zu wecken. Weiter wirkte er als Schriftsteller. 1921 lebte der Graf auf der ostafrikanischen Plantage Neu-Branitz.
In den 1940er Jahren lebte er mit seiner Frau Maria auf Schloss Arnsdorf, das seinem älteren Bruder Theodor Graf Matuschka (1885–1930), Landesältester, und dann dessen Ehefrau Ferdinande Gräfin Schmettow-Pommerzig gehörte. 
Nach 1945 lebte Matuschka als Lektor in Potsdam und später in Grafing bei München. Die Ehe blieb kinderlos.
Matuschka bemühte sich, seine okkulten Methoden auch für ganz andere Probleme nutzbar zu machen, zum Beispiel beim „Mordfall Gaggenau“. Dabei ging es um die Auffindung der Leiche einer Ermordeten. Uwe Schellinger schreibt dazu:

„Seit September 1953 beschäftigte sich auch der weithin bekannte Radiästhet und Rutengeher Bernard [sic] Graf Matuschka mit dem Fall … ohne Erfolg.“

Um die Mitte der 1960er Jahre versuchte Matuschka, für die Malerin Magdalene Klett deren Vater, der ihr nicht bekannt war, ausfindig zu machen und sogar eine Zusammenkunft herbeizuführen. Unterdessen starb Matuschka jedoch (am 16. Juni 1966); die Folge war eine schwere Lebenskrise der Künstlerin.

### Veröffentlichungen, die im Katalog der Deutschen Nationalbibliothek enthalten sind
- Die Wünschelrute, 1913
- Wasser für Taveta, 1941 („Eine Wünschelrute bringt Rettung in höchster Gefahr / Tatsachenbericht“)
- Jagdsafari in Deutsch-Ostafrika, 1942
- Ein Pflanzerleben in Deutsch-Ostafrika, 1943 (Die Darstellung seines Lebens von 1908–1919; Vorwort: Paul von Lettow-Vorbeck).
- Simba, 1948 („Ein Löwenschicksal in Afrika“, auch als Hörbuch, 2 CDs, 2008; gelesen von Tommi Piper)
- Mungu ja madji (Der Gott des Wassers. „Aus den Afrika-Erlebnissen eines Wünschelrutengängers“), 1953
- Der Ruf der Wildnis, 1957
- Erlebtes Afrika, 1959.

### Andere Veröffentlichungen
In den Jahren 1940–42 trug Matuschka zu der „Heftroman-Serie“ Kolonialbücherei bei – mit „Wasser für Taveta“ und „Jagdsafari in Deutsch-Ostafrika“.
Beiträge in der Zeitschrift „Okkulte Stimme“
- Erdstrahlen, im 4. Jahrgang (1953).
- Das alles kann der Rutengänger, im 6. Jahrgang (1955).

## Genealogie
- Gothaisches Genealogisches Taschenbuch der Gräflichen Häuser. Zugleich Adelsmatrikel der D.A.G. Teil B (Briefadel). 1941. Jg. 114, Justus Perthes, Gotha 1940, S. 310.
- Hans Friedrich von Ehrenkrook, Carola von Ehrenkrook,  Jürgen von Flotow, Johann Georg von Rappard, u. a.: Genealogisches Handbuch der Gräflichen Häuser. B (Briefadel). 1953. Band I, Band 6 der Gesamtreihe GHdA, Hrsg. Deutsches Adelsarchiv, C. A. Starke, Glücksburg/Ostsee 1953, S. 281, S. 421.